# Sozialmedizinisches Zentrum Sophienspital

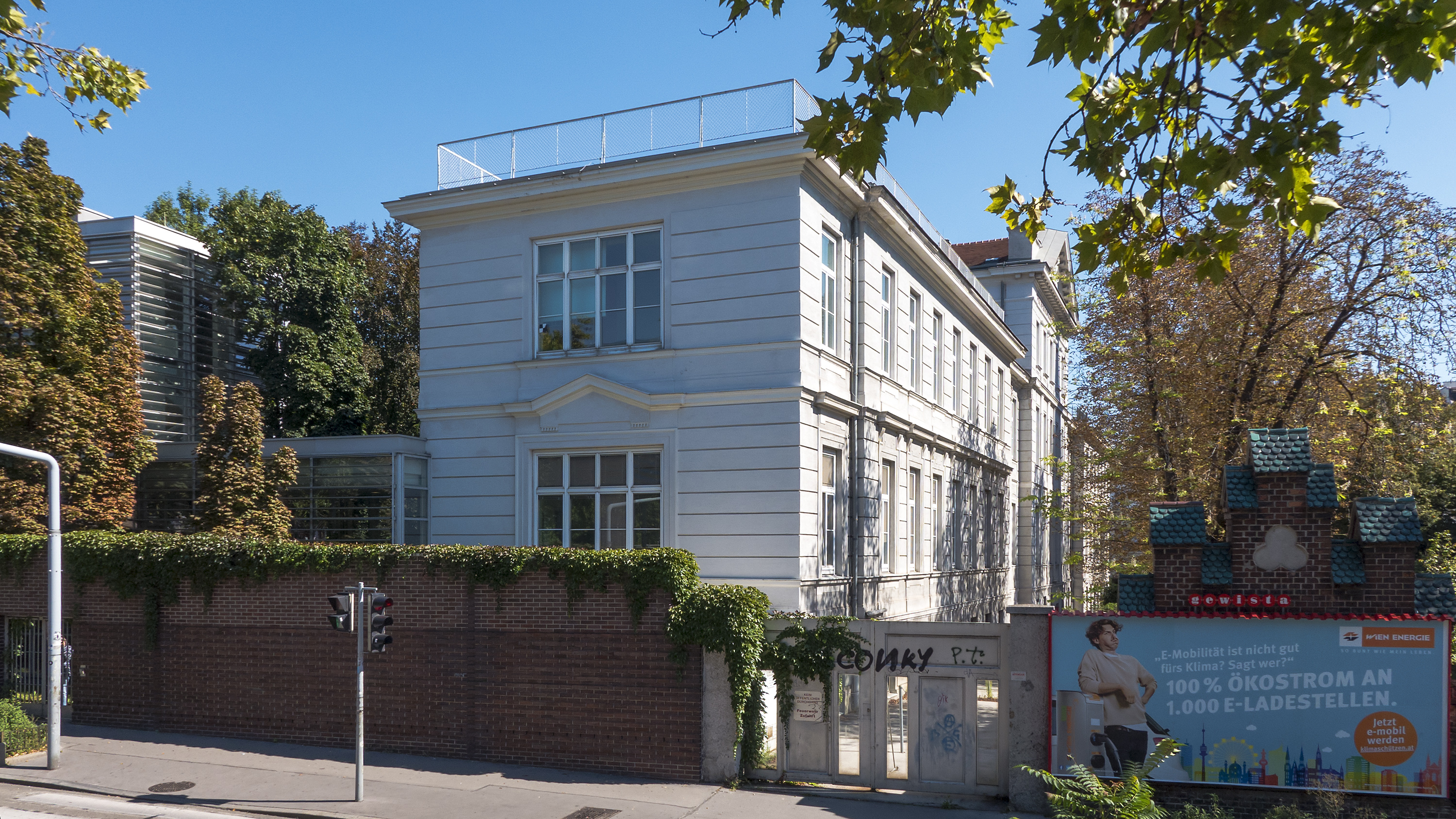
Das Sophienspital am Neubaugürtel

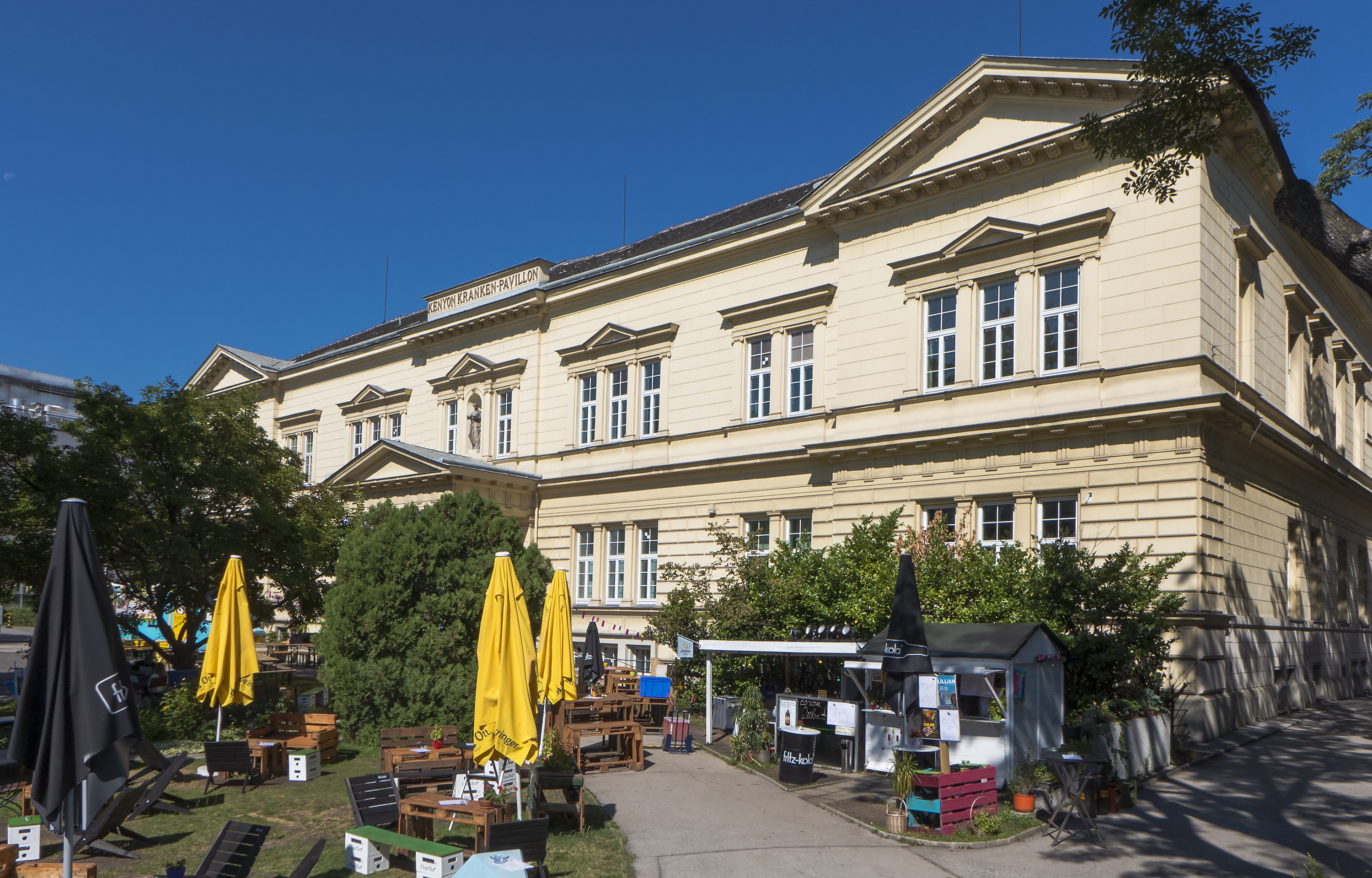
Der Innenhof im Sommer 2020

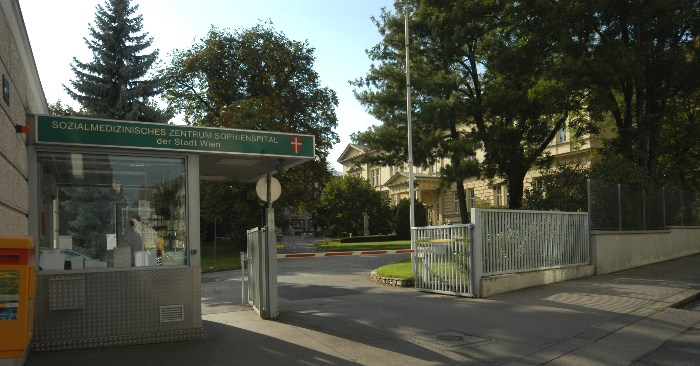
Sozialmedizinisches Zentrum Sophienspital in Wien-Neubau – Haupteingang

Das Sozialmedizinische Zentrum Sophienspital in der Apollogasse 19 im 7. Wiener Gemeindebezirk Neubau wurde vom Wiener Krankenanstaltenverbund geführt und umfasste ein
- Krankenhaus, ein
- Geriatriezentrum, ein
- Ludwig-Boltzmann-Institut und das
- Geriatrische Tageszentrum der Stadt Wien „Ingrid Leodolter“.

Das Sophienspital wurde mit Anfang Oktober 2017 geschlossen. Die Zukunft des Komplexes ist bisher ungewiss. Bis zu einer anderen Verwendung soll es von der Stadt Wien als Wärmestube und Notquartiere für Obdachlose zwischenzeitlich genutzt werden. Im Herbst 2018 diente das Sophienspital-Gelände als Festivalzentrale für die Vienna Design Week.
Das Gebäude steht unter Denkmalschutz (Listeneintrag).

## Geschichte
Anfang 1872 bildete sich ein Komitee, um Spenden für die Errichtung eines Spitals im Bereich der westlichen Wiener Vorstädte zu sammeln. Der Tod von Erzherzogin Sophie, der Mutter von Kaiser Franz Joseph I., war Anlass für den Beschluss, das zu errichtende Spital nach der Verstorbenen zu benennen, wozu das Komitee durch ein Allerhöchstes Handschreiben vom 7. Juni 1872 auch ermächtigt wurde. Außerdem übernahm Erzherzog Karl Ludwig das Protektorat über das Projekt.
Um das Vorhaben in die Realität umzusetzen, bemühte sich das Komitee um eine Vereinsgründung und erhielt von Mitgliedern der kaiserlichen Familie und anderen Gönnern namhafte Spenden.
Entscheidend für das Vorhaben war jedoch das am 11. August 1875 ausgefertigte Testament der am 8. Oktober 1877 in Wien-Neubau, Kaiserstraße 7 (heute: Liegenschaftsbereich ON 9), verstorbenen Eugenie Louise Kenyon (1806–1877), geborenen Turovsky, in dem das im 6. oder 7. Bezirk zu errichtende Erzherzogin-Sophien-Spital als Universalerbe eingesetzt wurde.
Da aber weder die Vereinsbildung noch der Spitalsbau zustande kamen, überreichte zum Zwecke der Aktivierung der Erbseinsetzung die Finanzprokuratur über Auftrag der k.k. Statthalterei die Erbserklärung zugunsten der Stiftung Erzherzogin Sophien-Spital und erwirkte die Enthebung des einstweilen für das Spital gerichtlich bestellten Kurators sowie die Übergabe der Besorgung und Verwaltung des Nachlasses an die Stiftung selbst.
An diese Stiftung wurden auch vom Komitee alle Rechte und Befugnisse übertragen. Ein Erlass der Statthalterei vom 6. März 1878 genehmigte, dass die Ausführung der Stiftung Erzherzogin Sophien-Spital als Gesamtstiftung gemeinschaftlich von der k.k. Finanzprokuratur, dem von Eugenie Louise Kenyon eingesetzten Testamentvollzieher Josef Frank und dem Komitee erfolgte.

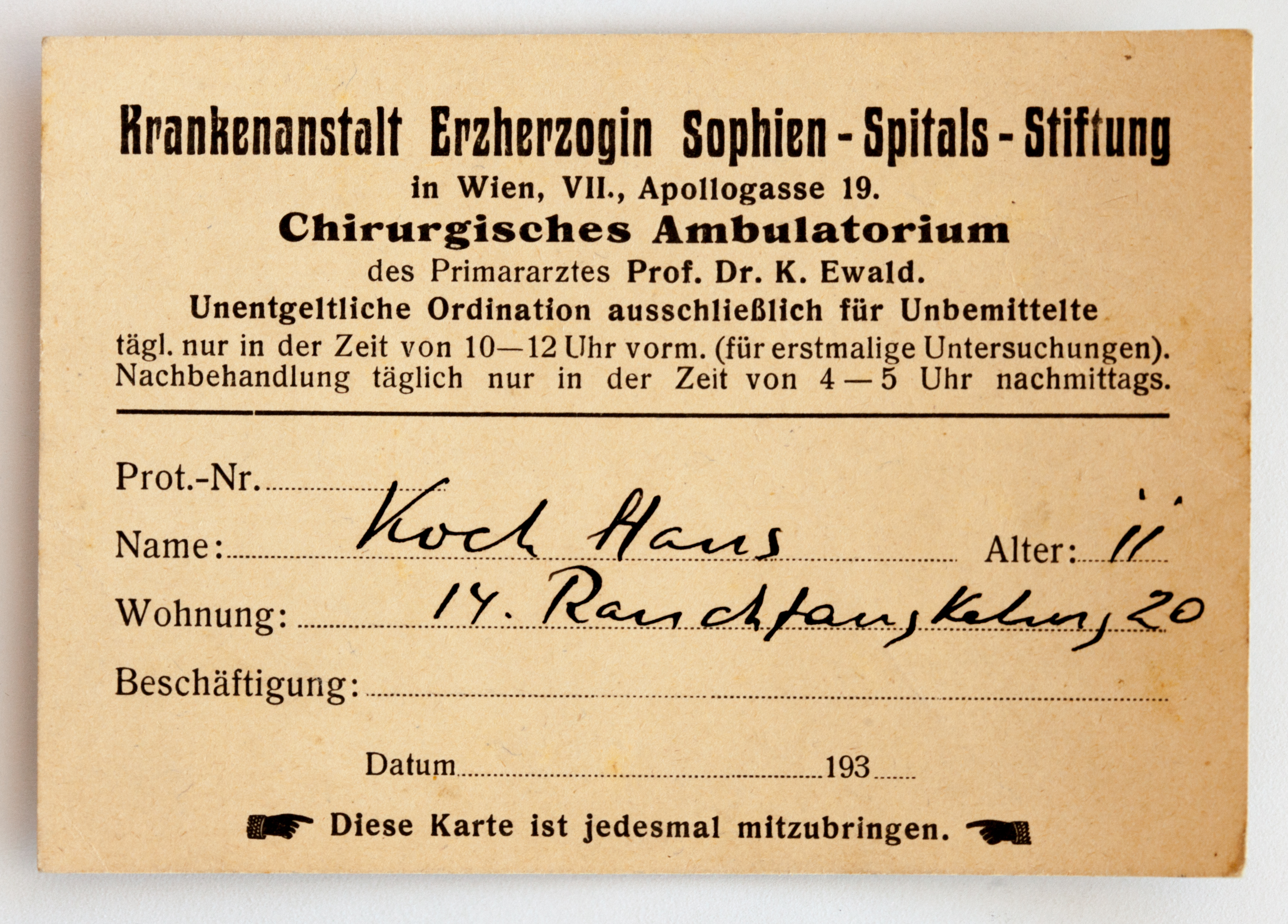
Behandlungskarte für Unbemittelte (1932)

Errichtet wurde das Erzherzogin Sophien-Spital von der Finanzprokuratur im Einvernehmen mit den Beteiligten und dem Technischen Departement der Statthalterei zwischen 1879 und 1881 unter Baumeister Franz Wigand.
Nachdem die Finanzprokuratur mittels Bescheid des k.k. Landesgerichtes Wien vom 23. März 1880 die Einantwortung des Kenyon'schen Nachlasses an die Erzherzogin Sophien-Spital-Stiftung erwirkt hatte und das Komitee alle Geld- und Sachspenden, die in der Zwischenzeit gesammelt worden waren, der Stiftung übergeben hatte, löste sich das Komitee am 16. April 1880 offiziell auf. Am 28. Mai 1880 wurde das Spital im Beisein von Erzherzog Karl Ludwig eröffnet.
Zwischen 1904 und 1907 entstanden das Verwaltungsgebäude (Kaiserstraße 7–9, heute: 9; 1907), der Karl-Ludwig-Pavillon (Apollogasse 19, Stationen 1D–E–2D; 1904) – benannt nach dem Schirmherrn des Sophienspitals, Erzherzog Karl Ludwig – sowie das Gebäude für die Prosektur (Stollgasse 12; 1904).

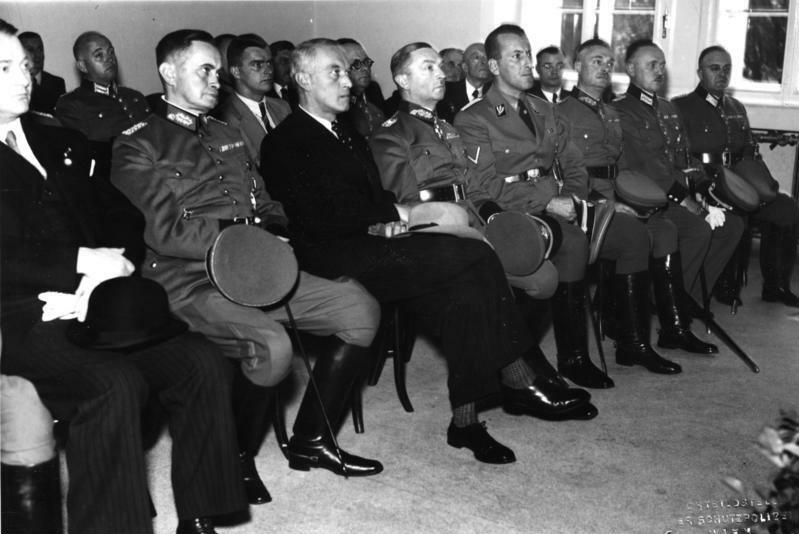
Eröffnung des Krankenhauses der deutschen Polizei

1939 offerierte das Sophienspital über 200 Betten. Am 25. September 1940 wurde das Spital als Krankenhaus der deutschen Polizei im Beisein des mit 20. Juni 1940 bestellten Polizeipräsidenten von Wien, Ernst Kaltenbrunner (1903–1946), eröffnet. Es war mit seinen Ambulatorien für erkrankte Polizeibeamte der Polizeidienststellen im Süden des Deutschen Reiches (einschließlich Protektorat Böhmen und Mähren) bestimmt. Am 10. Dezember 1945 nahm die neu geschaffene Ambulanz für Haut- und Geschlechtskrankheiten ihren Betrieb auf.
Nachdem 1945 die Stadt Wien das Sophienspital übernommen hatte, wurde 1985 vom Gemeinderat die (1987 vollzogene) Umwandlung in ein Pflegezentrum beschlossen.

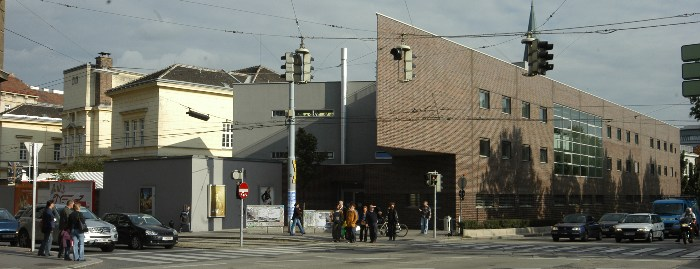
Sozialmedizinisches Zentrum Sophienspital – Der Neubau am Gürtel

Aufgrund von Umschichtungen im Wiener Krankenanstaltenverbund KAV wurde das Leistungsangebot des Sophienspitals um Teile der Poliklinik erweitert. Um den Raum für ein Sozialmedizinisches Zentrum zu schaffen, wurde ein EU-weiter Architektenwettbewerb (Sieger: Martin Kohlbauer, Architekt aus Wien) ausgeschrieben und anschließend gegenüber dem Wiener Westbahnhof zwischen der am 1. September 1997 erfolgten Grundsteinlegung und der Eröffnung im April 1999 ein Neubau errichtet. Dieser Europa-Pavillon wurde 2022 abgerissen und weicht einem Wohnkomplex.
Untergebracht sind in diesem um 92 Millionen Schilling (ungefähr 6,7 Millionen Euro) entlang des Neubaugürtels errichteten und auch als Lärmschutz dienenden Neubau unter anderem zwei Pflegestationen mit je 24 Betten und ein Institut für Physikalische Medizin. Das 1993 an der Poliklinik gestartete Pilotprojekt „Rehabilitation nach Oberschenkelhalsbrüchen“ soll hier fortgesetzt und ausgebaut werden.
Anton Werkgartner, ein österreichischer Rechtsmediziner, war hier als Sekundararzt tätig.
Am 20. Mai 1958 vermeldete die Wiener Rathauskorrespondenz, dass die bisherige Erste Assistentin der Medizinischen Abteilung im Allgemeinen Krankenhaus, Ingrid Leodolter (1919–1986), die Stelle des in den Ruhestand getretenen Primarius für interne Medizin, Paul Ceranke, übernimmt. Zwischen 1962 und 1971 war Leodolter als Nachfolgerin des seit 1945 im Haus tätigen Josef Georg Knoflach (1896–1966) ärztliche Leiterin des Sophienspitals und dann nochmals ab 1979.
Unter anderem verstarben hier: Carl Lorens (Volkssänger) am 12. Dezember 1909, Otto Tschadek (Politiker) am 4. Februar 1969, John Banner (Schauspieler) am 28. Jänner 1973.

### „Bettstifter“
In den Statuten der Stiftung Erzherzogin Sophien-Spital sind auch so genannte Bettstifter vorgesehen.
Für einen Betrag von 6.000 Gulden in bar oder deren Gegenwert in Wertpapieren konnten Wohltäter ein Spitalsbett stiften. Solcherart gestiftete Betten führten den Namen des Gönners, der auch ersichtlich gemacht wurde.
Es gab auch die „halbe Bettstiftung“, diese kostete 3.000 Gulden.

## Stadtquartier "Sophie 7"
Mai 2020: Sophienspital (Wien): Siegerprojekt für Um- und Ausbau präsentiert

Oktober 2023: Baustart für Stadtquartier "Sophie 7"

Februar 2025: Auf dem Sophienspital-Areal wurde der Rohbau gefeiert

November 2025: Soll die Anlage Bezugsfertig sein

## Ausstattung

### Krankenhaus im Sophienspital (Karl-Ludwig-Pavillon)
- Medizinische Abteilung

Innere Medizin mit Schwerpunkt Geriatrie
Innere Medizin, Akutgeriatrie / Remobilisation
Institut für Physikalische Medizin und Rehabilitation inklusive Tagesklinik
- Ambulanzen

Interne Ambulanz
HNO Ambulanz
Ambulanz für urologische Geriatrie und Langzeittherapie
Ambulanz für komplementäre Medizin

### Geriatriezentrum im Sophienspital
In sechs Stationen des Geriatriezentrums im Sozialmedizinischen Zentrum Sophienspital befinden sich insgesamt 141 Betten. In einer Kurzzeitpflegestation mit 12 Betten sollen die betagten Patienten in einem Zeitraum von ungefähr drei Monaten wieder soweit hergestellt werden, um sie in ihre gewohnte Umgebung entlassen zu können.

### Ludwig-Boltzmann-Institut
Am SMZ Sophienspital befindet sich das Ludwig Boltzmann Institut für Angewandte Gerontologie (ehem. für interdisziplinäre Rehabilitation in der Geriatrie).

### Geriatrisches Tageszentrum der Stadt Wien „Ingrid Leodolter“
Das Geriatrische Tageszentrum der Stadt Wien wird vom Fonds Soziales Wien für Menschen geführt, die zwar im Alltagsleben Hilfe benötigen, aber (noch) nicht in ein Pflegeheim übersiedeln wollen. Die hier gebotene Betreuung soll bei den Besuchern die Fähigkeit zu selbständigem Handeln erhalten und wenn möglich erhöhen.
Geöffnet hat das Tageszentrum zwischen Montag und Freitag und ist nach der ehemaligen österreichischen Gesundheitsministerin Ingrid Leodolter, die am Sophienspital als Primarärztin und ärztliche Leiterin tätig war, benannt.

## Auszeichnungen
Das Sophienspital wurde 2011 für seine Kinästhetik-Implementierung seit 2001 durch MH-Kinaesthetics ausgezeichnet. Im Mai 2014 erhielt das Sophienspital als erstes Geriatriezentrum Österreichs eine MH-Kinaesthetics Re-Auszeichnung.